# Falangcai
Falangcai (även yangcai) är emaljfärg för porslin som betyder främmande färg. 
Under kejsar Kangxis regering 1661 till 1722 skapades särskild arbetsverkstäder för arbete med emalj på porslin.
Tidigare hade emaljarbete gjort i form av cloissone på koppar eller brons.
Först importerades all emalj från Europa men 1728 under kejsar Yongzhengs började egen kinesisk produktion av emalj. 
Jämför andra färgvarianter som wucai, doucai, fencai